# Cosmos 197
Cosmos 197 (en cirílico, Космос 197) fue un satélite artificial militar soviético perteneciente a la clase de satélites DS (el tercero de los cuatro de tipo DS-U2-V) y lanzado el 26 de diciembre de 1967 mediante un cohete Cosmos-2I desde el cosmódromo de Kapustin Yar.

## Objetivos
La misión de Cosmos 197 fue de carácter militar y permanece secreta, aunque originalmente la Unión Soviética declaró que se trataba de una misión para estudiar la atmósfera superior y el espacio exterior.

## Características
El satélite tenía una masa de 325 kg y fue inyectado inicialmente en una órbita con un perigeo de 220 km y un apogeo de 505 km, con una inclinación orbital de 48,5 grados y un periodo de 91,51 minutos.
Cosmos 197 reentró en la atmósfera el 30 de enero de 1968 y su cohete portador reentró el 8 de enero de 1968.